# Államok vezetőinek listája 1875-ben
Ezen az oldalon az 1875-ben fennálló államok vezetőinek névsora olvasható földrészek, majd országok szerinti bontásban.

## Európa
- Andorra (parlamentáris társhercegség)
  - Társhercegek
    - Francia társherceg – Patrice de Mac-Mahon (1873–1879), lista
    - Episzkopális társherceg – Josep Caixal i Estradé (1853–1879), lista
- Belgium (monarchia)
  - Uralkodó – II. Lipót király (1865–1909)
  - Kormányfő – Jules Malou (1871–1878), lista
- Dánia (monarchia)
  - Uralkodó – IX. Keresztély király (1863–1906)
  - Kormányfő –
    1. Christen Andreas Fonnesbech (1874–1875)
    2. Jacob Brønnum Scavenius Estrup (1875–1894), lista
- Egyesült Királyság (parlamentáris monarchia)
  - Uralkodó – Viktória Nagy-Britannia királynője (1837–1901)
  - Kormányfő – Benjamin Disraeli (1874–1880), lista
- Franciaország (köztársaság)
  - Államfő – Patrice de Mac-Mahon (1873–1879), lista
  - Kormányfő –
    1. Ernest Courtot de Cissey (1874–1875)
    2. Louis Buffet (1875–1876), lista
- Görögország (monarchia)
  - Uralkodó – I. György király (1863–1913)
  - Kormányfő –
    1. Dimítriosz Vúlgarisz (1874–1875)
    2. Aléxandrosz Kumundúrosz (1875–1876), lista
- Hollandia (monarchia)
  - Uralkodó – III. Vilmos király (1849–1890)
  - Kormányfő – Jan Heemskerk (1874–1877), lista
- Liechtenstein (parlamentáris monarchia)
  - Uralkodó – II. János herceg (1859–1929)
- Luxemburg (monarchia)
  - Uralkodó – III. Vilmos nagyherceg (1849–1890)
  - Kormányfő – Félix de Blochausen (1874–1885), lista
- Monaco (monarchia)
  - Uralkodó – III. Károly herceg (1856–1989)
- Montenegró (monarchia)
  - Uralkodó – I. Miklós király (1860–1918)
- Német Birodalom (monarchia)
  - Uralkodó – I. Vilmos császár (1871–1888)
  - Kancellár – Otto von Bismarck (1871–1890), lista
- Olasz Királyság (monarchia)
  - Uralkodó – II. Viktor Emánuel király (1861–1878)
  - Kormányfő – Marco Minghetti (1873–1876), lista
- Orosz Birodalom (monarchia)
  - Uralkodó – II. Sándor cár (1855–1881)
- Osztrák–Magyar Monarchia (monarchia)
  - Uralkodó – I. Ferenc József király (1848–1916)
  - Kormányfő –
    - Osztrák Császárság – Adolf von Auersperg (1871–1879), lista
    - Magyar Királyság –
      1. Bittó István (1874–1875)
      2. Wenckheim Béla (1875)
      3. Tisza Kálmán (1875–1890), lista
- Pápai állam (abszolút monarchia)
  - Uralkodó – IX. Piusz pápa (1846–1878)
- Portugália (monarchia)
  - Uralkodó – I. Népszerű Lajos király (1861–1889)
  - Kormányfő – Fontes Pereira de Melo (1871–1877), lista
- Román Királyság (monarchia)
  - Uralkodó – I. Károly király (1866–1914)
  - Kormányfő – Lascăr Catargiu (1871–1876), lista
- San Marino (köztársaság)
  - San Marino régenskapitányai
- Spanyolország (monarchia)
  - Uralkodó – XII. Alfonz király (1874–1886)
  - Kormányfő –
    1. Antonio Cánovas del Castillo (1874–1875)
    2. Joaquín Jovellar (1875)
    3. Antonio Cánovas del Castillo (1875–1879), lista
- Svájc (konföderáció)
  - Szövetségi Tanács:[1]
  - Karl Schenk (1863–1895), Emil Welti (1866–1891), Johann Jakob Scherer (1872–1878), elnök, Joachim Heer (1875–1877), Fridolin Anderwert (1875–1880), Numa Droz (1875–1892), Bernhard Hammer (1875–1890)
- Svédország (parlamentáris monarchia)
- Norvégia és Svédország perszonálunióban álltak.
  - Uralkodó – II. Oszkár király (1872–1907)
- Szerb Fejedelemség (monarchia)
  - Uralkodó – I. Milán király (1868–1889)
  - Kormányfő –
    1. Aćim Čumić (1874–1875)
    2. Danilo Stefanović (1875)
    3. Stevča Mihailović (1875)
    4. Ljubomir Kaljević (1875–1876), lista

## Afrika
- Asanti Birodalom (monarchia)
  - Uralkodó – Mensa Bonsu (1874–1883)
- Benini Királyság (monarchia)
  - Uralkodó – Adolo király (1848–1888)
- Etiópia (monarchia)
  - Uralkodó – IV. János császár (1871–1889)
- Futa-Dzsalon (moszlim teokrácia)
  - Uralkodó – Almany Almadou (1873–1896)
- Kaffa Királyság (monarchia)
  - Uralkodó – Gali Serocso császár (1870–1890)
- Kanói Emírség (monarchia)
  - Uralkodó – Abdullah (1855–1883)
- Libéria (köztársaság)
  - Államfő – Joseph Jenkins Roberts (1872–1876), lista
- Marokkó (monarchia)
  - Uralkodó – I. Haszan szultán (1873–1894)
- Mohéli (Mwali) (monarchia)
  - Uralkodó – Dzsombe Szudi királynő (1874–1878)
- Oranje Szabadállam (köztársaság)
  - Államfő – Jan Brand (1864–1888), lista
- Szokoto Kalifátus (monarchia)
  - Uralkodó – II. Abubakar Atiku na Raba (1873–1877)
  - Kormányfő – Abdullah bin Muhammad Fodiye (1874–1886)
- Szváziföld (monarchia)
  - Uralkodó –
    1. Tsandzile Ndwandwe régens királyné (1865–1875)
    2. IV. Dlamini király (1875–1889)
- Transvaal Köztársaság (köztársaság)
  - Államfő – Thomas François Burgers (1872–1877), lista
- Vadai Birodalom
  - Uralkodó – Juszuf kolak (1874–1898)

## Dél-Amerika
- Argentína (köztársaság)
  - Államfő – Nicolás Remigio Aurelio Avellaneda (1874–1880), lista
- Bolívia (köztársaság)
  - Államfő – Tomás Frías Ametller (1874–1876), lista
- Brazil Császárság (monarchia)
  - Uralkodó – II. Péter császár (1831–1889)
- Chile (köztársaság)
  - Államfő – Federico Errázuriz Zañartu (1871–1876), lista
- Ecuador (köztársaság)
  - Államfő –
    1. Gabriel García Moreno (1869–1875)
    2. Francisco Javier León (1875)
    3. José Javier Eguiguren (1875)
    4. Antonio Borrero (1875–1876), lista
- Kolumbia (köztársaság)
  - Államfő – Santiago Pérez de Manosalbas (1874–1876), lista
- Paraguay (köztársaság)
  - Államfő – Juan Bautista Gill (1874–1877), lista
- Peru (köztársaság)
  - Államfő – Manuel Pardo y Lavalle (1872–1876), lista
- Uruguay (köztársaság)
  - Államfő –
    1. José Eugenio Ellauri (1873–1875)
    2. Pedro Varela (1875–1876), lista
- Venezuela (köztársaság)
  - Államfő – Antonio Guzmán Blanco (1870–1877), lista

## Észak- és Közép-Amerika
- Amerikai Egyesült Államok (köztársaság)
  - Államfő – Ulysses S. Grant (1869–1877), lista
- Costa Rica (köztársaság)
  - Államfő – Tomás Guardia Gutiérrez (1870–1876), lista
- Dominikai Köztársaság (köztársaság)
  - Államfő – Ignacio María González (1874–1876), lista
- Salvador (köztársaság)
  - Államfő – Santiago González (1871–1876), lista
- Guatemala (köztársaság)
  - Államfő – Justo Rufino Barrios (1873–1885), lista
- Haiti (köztársaság)
  - Államfő – Michel Domingue (1874–1876), lista
- Honduras (köztársaság)
  - Államfő – Ponciano Leiva (1874–1876), lista
- Kanada (parlamentáris monarchia)
  - Uralkodó – Viktória királynő (1837–1901)
  - Kormányfő – Alexander McKenzie (1873–1878), lista
- Mexikó (köztársaság)
  - Államfő – Sebastián Lerdo de Tejada (1872–1876), lista
- Nicaragua (köztársaság)
  - Államfő –
    1. José Vicente Cuadra (1871–1875)
    2. Pedro Joaquín Chamorro (1875–1879), lista

## Ázsia
- Aceh Szultánság (monarchia)
  - Uralkodó –
    1. Alauddin Mahmud Syah II (1870–1874)
    2. Alauddin Muhammad Da'ud Syah II (1875–1903)
- Afganisztán (monarchia)
  - Uralkodó – Ser Ali Kán emír (1868–1879)
- Bhután (monarchia)
  - Uralkodó – Kitszep Dordzsi Namgyal druk deszi (1873–1877)
- Buhara
  - Uralkodó – Mozaffar al-Din kán (1860–1885)
- Dálai Emírség (monarchia)
  - Uralkodó – Abdallah bin Muhammad al-Amiri (1874–1878)
- Dzsebel Sammar (monarchia)
  - Uralkodó – Muhammad bin Abdullah (1869–1897), Dzsebel Sammar emírje
- Csoszon (monarchia)
  - Uralkodó – Kodzsong király (1863–1897)
- Hiva
  - Uralkodó – II. Muhammad Rahím Bahadúr kán (1864–1910)
- Japán (császárság)
  - Uralkodó – Mucuhito császár (1867–1912)
- Kína
  - Uralkodó –
    1. Tung-cse császár (1861–1875)
    2. Kuang-hszü császár (1875–1908)
- Maszkat és Omán (abszolút monarchia)
  - Uralkodó – Turki szultán (1871–1888)
- Nepál (alkotmányos monarchia)
  - Uralkodó – Szurendra király (1847–1881)
  - Kormányfő – Dzsung Bahadur Rana (1857–1877), lista
- Oszmán Birodalom (monarchia)
  - Uralkodó – Abdul-Aziz szultán (1861–1876)
  - Kormányfő –
    1. Hüseyin Avni pasa (1874–1875)
    2. Ahmed Esat pasa (1875)
    3. Mahmud Nedim pasa (1875–1876), lista
- Perzsia (monarchia)
  - Uralkodó – Nászer ad-Din sah (1848–1896)
- Sziám (parlamentáris monarchia)
  - Uralkodó – Csulalongkorn király (1868–1910)

## Óceánia
- Tonga (alkotmányos monarchia)
- 1875-ben lépett hatályba az ország alkotmánya, így ettől kezdve Tonga alkotmányos monarchia.
  - Uralkodó – I. Tupou király (1875–1893)